# Pachyolpium arubense variabilis
Pachyolpium arubense variabilis es una subespecie de arácnido del orden Pseudoscorpionida de la familia Olpiidae.

## Distribución geográfica
Se encuentra en las Antillas Neerlandesas.